# Beemster Arboretum

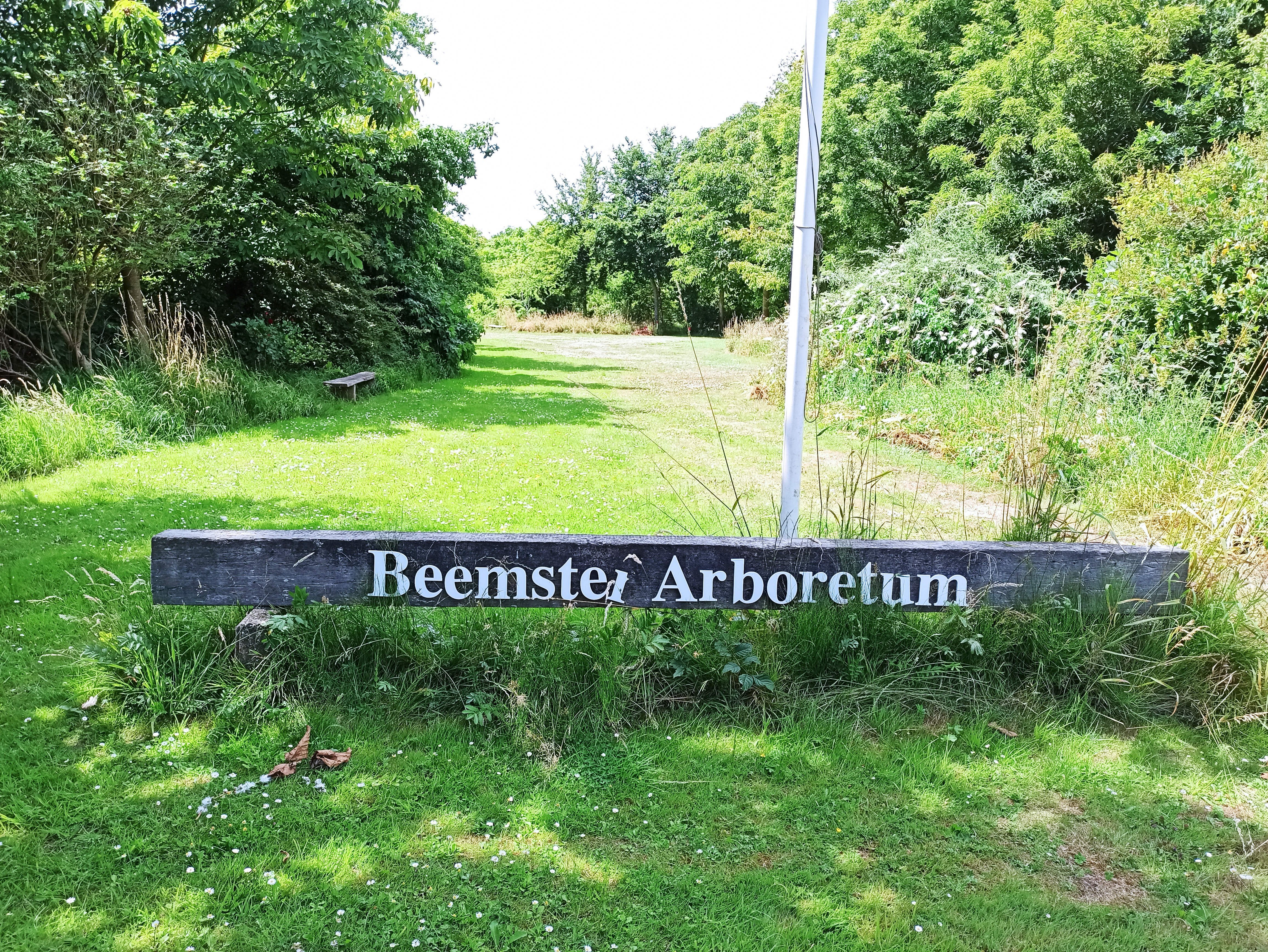
Beemster Arboretum

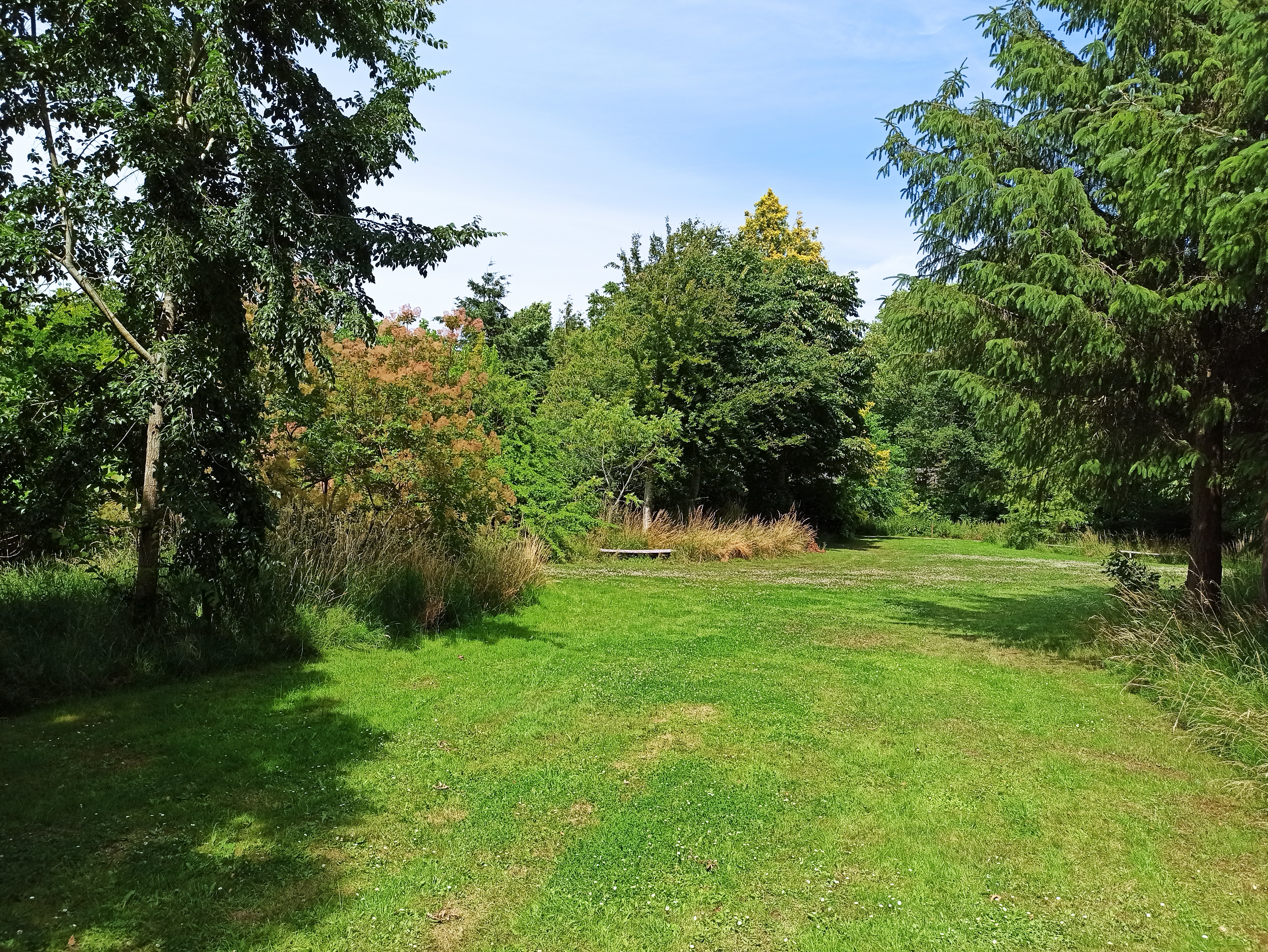

Het Beemster Arboretum is een arboretum in Zuidoostbeemster. Het arboretum is 1971 opgericht. Het is elke dag vrij toegankelijk tussen 9:00 uur en zonsondergang. De oprichter is ir. Hans Völlmar die het arboretum aanlegde. Door de aankoop van land en het verzamelen van planten is hij erin geslaagd om het arboretum verder uit te breiden. De huidige beheerder sinds 2014 is Bram Engberts.
Het arboretum bestaat uit twee delen, een systematisch gedeelte van 2 hectare en een geografisch gedeelte van 3,5 hectare. In totaal beslaat het arboretum 7.3 hectare. In het systematische gedeelte zijn soorten en cultivars per geslacht bij elkaar geplant. Onder meer soorten uit de geslachten zilverden (Abies), kastanje (Castanea), berk (Betula) zijn hier te vinden. Tevens zijn hier cultivars van Corylus, kardinaalsmuts (Euonymus), es (Fraxinus), valse christusdoorn (Gleditsia triacanthos), Juglans, Taxus, linde (Tilia) en sneeuwbal (Viburnum) aanwezig. Ook zijn er soorten en cultivars van Carya, hortensia (Hydrangea) en Zelkova aanwezig.
De aanplant van het geografische gedeelte dateert uit 1992. De planten zijn hier op geografisch voorkomen gerangschikt om te laten zien hoe bomen en struiken in bosverband groeien. Planten die hier voorkomen zijn soorten uit de geslachten eik (Quercus), Fagus en Juglans. Bomen die hier groeien, zijn onder meer moseik (Quercus cerris), Fagus orientalis, Japanse ceder (Cryptomeria japonia), watercipres (Metasequoia glyptostroboides), zwarte den (Pinus nigra), Prunus ×yedoensis en de Amerikaanse vogelkers (Prunus serotina). Tevens groeien hier struiken uit de geslachten Ligustrum, Syringa en Taxus.